# Cymodusa australis
Cymodusa australis là một loài tò vò trong họ Ichneumonidae.